# Adelastes hylonomos
Adelastes hylonomos är en groddjursart som beskrevs av Richard G. Zweifel 1986. Adelastes hylonomos ingår i släktet Adelastes och familjen Microhylidae. IUCN kategoriserar arten globalt som otillräckligt studerad. Inga underarter finns listade i Catalogue of Life.